# Uraechoides
Uraechoides är ett släkte av skalbaggar. Uraechoides ingår i familjen långhorningar.
Kladogram enligt Catalogue of Life:
| Uraechoides | \| \| Uraechoides taomeiae \| \| \| \| \| \| Uraechoides vivesi \| \| \| \| |
|             | \| \| Uraechoides taomeiae \| \| \| \| \| \| Uraechoides vivesi \| \| \| \| |
|             | Uraechoides taomeiae                                                        |
|             |                                                                             |
|             | Uraechoides vivesi                                                          |
|             |                                                                             |